# Iazu (okręg Prahova)
Iazu – wieś w Rumunii, w okręgu Prahova, w gminie Măgurele. W 2011 roku liczyła 605 mieszkańców.